# Ayushmann Khurrana
Ayushmann Khurrana (cujo nome de batismo é Nishant Khurrana, 14 de setembro de 1984) além de atuar na indústria cinematográfica indiana, escreve poemas, canta e também apresenta em emissoras de televisão na Índia. Conhecido por seus personagens que geralmente retratam homens comuns, muitas vezes lutando contra as normas sociais e com uma pitada de humor, ele recebeu diversos prêmios, incluindo um National Film Award e quatro Filmfare Awards, e apareceu na lista das 100 celebridades da Forbes Indiana nos anos de 2013 e 2019. A revista Time o nomeou uma das 100 pessoas mais influentes do mundo em 2020.

## Biografia
Ayushmann Khurrana nasceu em 14 de setembro de 1984 em Chandigarh, seu pai P. Khurrana é um astrólogo e um autor no assunto de astrologia, enquanto sua mãe Poonam é uma dona de casa. Enquanto Ayushmann continua ocupado com seu trabalho em Mumbai, sua família ainda reside em Chandigarh. Seu irmão Aparshakti Khurana é radialista na Radio Mirchi 98.3 FM em Delhi e fez sua estreia no filme estrelado por Aamir Khan 2016, Dangal. O ambiente da literatura em casa influenciou Ayushmann e escrever se tornou um hobby dele. Ele também possui um blog onde escreve em hindi e tem sido muito bem recebido por seus fãs e admiradores.  Ayushmann é conhecido por ser muito próximo de sua família e esposa, Tahira Kashyap. Eles se conheceram ainda na infância e são pais de um menino chamado Virajveer Khurrana e uma menina chamada Varushka Khurrana. Seu filho nasceu em 2 de janeiro de 2012 e sua filha em 21 de abril de 2014. Em 2018, quando ele estava promovendo Badhaai Ho e Andhadhun, sua esposa foi diagnosticada com câncer de mama em estágio 0. O positivismo de Tahira os ajudou a permanecerem sólidos durante essa fase difícil. Nascido com o nome Nishant, seus pais mudaram seu nome para Ayushmann Khurrana quando ele tinha 3 anos.
Ayushmann fazia parte do Guru Nanak Khalsa College. Ele estudou no St. John's High School, Chandigarh e DAV College, Chandigarh. Ele se formou em Literatura Inglesa e tem um mestrado em Comunicação de Massa pela Escola de Estudos de Comunicação da Universidade Panjab. Ele também cursou teatro por cinco anos. E foi o membro fundador do DAV College "Aaghaaz" e "Manchtantra", que são grupos de teatro ativos em Chandigarh. Ele idealizou e atuou em peças de rua e ganhou prêmios em festivais universitários nacionais como Mood Indigo (IIT Bombay), OASIS (Instituto Birla de Tecnologia e Ciência, Pilani) e St. Bedes Shimla. Ayushmann também ganhou o prêmio de Melhor Ator por interpretar Ashwatthama em Dharamvir Bharati 's Andha Yug.
Em 2020, Ayushmann integrou a lista das 100 Pessoas Mais Influentes Do Mundo na categoria Artistas da revista Time.

## Carreira
Após concluir sua graduação e pós-graduação em Jornalismo, seu primeiro emprego foi como radialista na BIG FM de Delhi. Ele apresentou o show Big Chai - Maan Na Maan, Main Tera Ayushmann e também ganhou o Prêmio Young Achievers em 2007 por isso. Ele foi o mais jovem ganhador do Prêmio Bharat Nirman em Nova Delhi.
Ele também trabalhou em muitos outros programas da MTV, como MTV Fully Faltoo Movies, Check De India e Jaadoo Ek Baar. Ele então se tornou apresentador de televisão de um reality show baseado em múltiplos talentos chamado India's Got Talent na emissora Colors TV, que ele apresentou junto com Nikhil Chinapa, e Stripped, que dava as últimas atualizações sobre a indústria da TV indiana com um tom cômico, novamente na MTV. No final do ano, ele também foi o apresentador do reality show musical Ka Maha Muqqabla na emissora STAR Plus.
Além de apresentar a segunda temporada de MTV Rock On e India's Got Talent na Colors, Ayushmann também fez parte da equipe de apresentadores do Extra Innings T20 para o Indian Premier League Season 3 na SET Max com Gaurav Kapur, Samir Kochhar e Angad Bedi.  Em seguida, ele aceitou a oferta de apresentar o reality show de dança chamado Just Dance no STAR Plus.
Ayushmann Khurrana fez sua estreia como ator em 2012 com a comédia romântica de Shoojit Sircar, no filme intitulado Vicky Donor, coestrelado por Annu Kapoor e Yami Gautam. Ele marcou a estréia de uma produção do ator John Abraham, no papel titular de um doador de esperma. Na preparação, ele participou de workshops de atuação e interagiu com profissionais médicos.  Para a trilha sonora do filme, ele cantou "Pani Da Rang", que ele mesmo escreveu e compôs com Rochak Kohli em 2003. Com faturamento mundial de mais de ₹ 610 milhões (US $ 8,6 milhões), contra um orçamento de ₹ 100 milhões (US $ 1,4 milhões), Vicky Donor emergiu como um sucesso comercial.  Na cerimônia de premiação Filmfare, Khurrana foi premiado com dois troféus, um de Melhor Estreia Masculino e outro de Melhor Cantor de Playback Masculino.

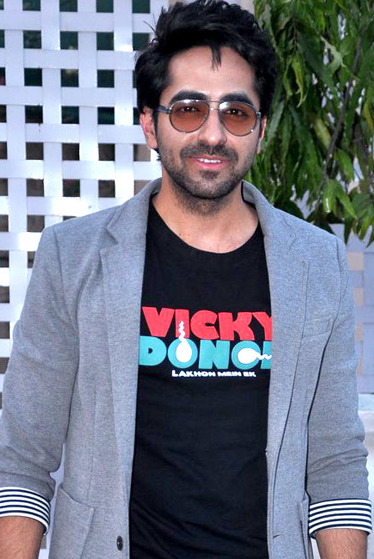
Ayushmann em 2012

Em 2013, Khurrana apareceu na lista Forbes India 's Celebrity 100, ocupando o 70º lugar, com uma renda anual estimada de ₹25,8 milhões (US $ 360.000).  Em seguida, ele colaborou com Kunaal Roy Kapur em um filme de Rohan Sippy chamado Nautanki Saala! (2013), uma comédia baseada no filme francês Après Vous (2005). Ele também gravou duas canções para a trilha sonora desse filme. Um ano depois, Khurrana se juntou a Yash Raj Films (como parte de um contrato de três filmes) na comédia romântica Bewakoofiyaan (2014), coestrelada por Sonam Kapoor e Rishi Kapoor. Tanto Nautanki Saala! quanto Bewakoofiyaan foram não obtiveram bom desempenho de bilheteria, assim como seu filme seguinte intitulado Hawaizaada (2015).  Nesse, ele interpretou o cientista Shivkar Bapuji Talpade, para o qual ele perdeu peso e aprendeu a falar Marathi.  No mesmo ano, Khurrana colaborou com sua esposa, Tahira Kashyap, para escrever sua autobiografia intitulada Cracking the Code: My Journey to Bollywood (tradução literal: Decifrando o Código: Minha Jornada para Bollywood).
As perspectivas da carreira de Ayushmann melhoraram quando ele estrelou ao lado da então estreante Bhumi Pednekar no romance dirigido por Sharat Katariya chamado Dum Laga Ke Haisha (2015). Mesmo com pouca divulgação, o filme emergiu como um sucesso comercial, faturando mais de ₹410 milhões (US $5,7 milhões) em todo o mundo.
Dois anos depois, após estrelar o malsucedido filme Meri Pyaari Bindu, a carreira de Khurrana entrou em ascensão com seus outros dois filmes de 2017, Bareilly Ki Barfi e Shubh Mangal Saavdhan, ambos com sucesso comercial.  No primeiro, adaptado do romance francês The Ingredients of Love de Nicolas Barreau, ele atuou ao lado de Rajkummar Rao e Kriti Sanon em um triângulo amoroso. Em Shubh Mangal Saavdhan, ele estrelou novamente ao lado de Bhumi Pednekar. Pelo último ele recebeu uma indicação ao Prêmio Filmfare de Melhor Ator.
Em 2018, Ayushmann estrelou dois dos filmes indianos de maior bilheteria do ano. Seu primeiro papel foi no filme de Sriram Raghavan chamado Andhadhun, um suspense co-estrelado pelas atrizes Tabu e Radhika Apte, no qual interpretou um pianista cego que involuntariamente se envolve em um assassinato. Ele fez lobby para o papel depois de ouvir sobre isso do diretor de elenco Mukesh Chhabra,  e na preparação, ele aprendeu a tocar piano e interagiu com pianistas que possuiam deficiência visual. Andhadhun ganhou ₹4,56 bilhões (US $ 64 milhões) em todo o mundo, a maioria dos quais vieram de bilheterias chinesas, para se tornar maior bilheteria de Ayushmann e uma das maiores arrecadações do cinema indiano.  Em seguida, ele estrelou Badhaai Ho, uma comédia do diretor Amit Sharma, interpretando um jovem cujos pais de meia-idade engravidam. O filme arrecadou mais de ₹2,21 bilhões (US $ 31 milhões) em todo o mundo. Por Andhadhun, Khurrana ganhou o National Film Award de Melhor Ator (compartilhado com Vicky Kaushal por sua atuação em Uri: The Surgical Strike) e o Filmfare Critics Award de Melhor Ator.

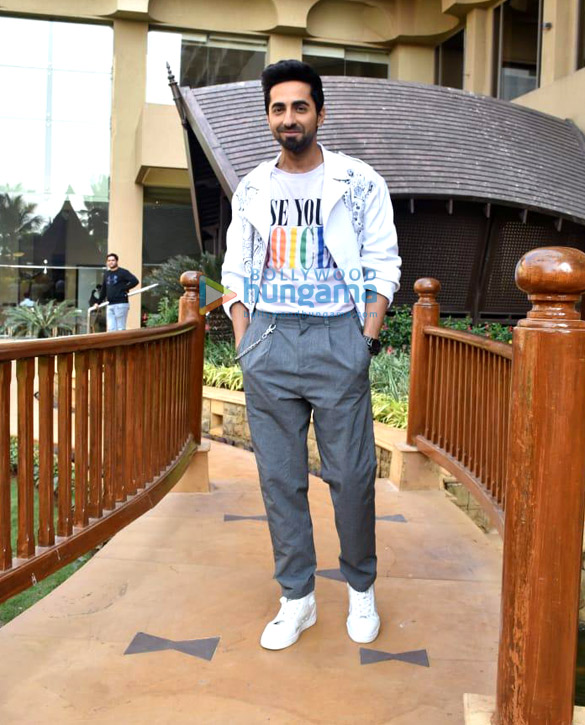
Ayushmann no evento promocional do filme Shubh Mangal Zyada Saavdhan

A série de filmes de sucesso continuou com os lançamentos de Ayushmann no ano de 2019, com os filmes Article 15, Dream Girl e Bala. No primeiro, um thriller policial dirigido por Anubhav Sinha, ele interpretou um policial justo que desvendou um caso de estupro. Tendo como destaque a discriminação de casta na Índia, o filme foi inspirado por vários eventos reais, incluindo as acusações de estupro por gangues de Badaun em 2014 e o incidente de açoitamento de Una em 2016. Na comédia Dream Girl, ele interpretou um personagem que conseguia exercer uma voz feminina enquanto trabalhava em um call center e por isso involuntariamente atraiu a atenção de alguns homens. Seu lançamento seguinte, Bala, também foi uma comédia, na qual ele interpretou um jovem que enfrentava pressão social devido à calvície prematura. Ele achou fisicamente desafiador fazer o papel devido às pesadas camadas de próteses usadas em sua cabeça. Ele ganhou outro prêmio Filmfare Critics de Melhor Ator por Article 15 e recebeu uma indicação de Melhor Ator na cerimônia por Bala.  Naquele ano, ele reapareceu entre as 100 celebridades na lista da Forbes Indiana, ocupando a 37ª posição, com uma receita anual estimada de ₹305 milhões (US $ 4,3 milhões).
Para o filme seguinte, Ayushmann procurou ativamente por um roteiro que fosse popular e que retratasse a homossexualidade de uma forma leve para passar nas telas da Índia. Ele encontrou isso em Shubh Mangal Zyada Saavdhan (2020), no qual interpretou um homem gay que tem dificuldade em convencer a família de seu parceiro, que foi interpretado por Jitendra Kumar, do relacionamento de ambos.  O desempenho comercial do filme foi classificado como de sucesso mediano. Ainda em 2020, Ayushmann foi visto na comédia dramática Gulabo Sitabo, co-estrelado por Amitabh Bachchan.  Devido à pandemia COVID-19, o filme não pôde ser lançado nos cinemas e, em vez disso, foi lançado diretamente na plataforma de streaming Amazon Prime Video.

## Fimografia
| † | Sinaliza filmes que ainda não foram lançados |

| Ano  | Filme                       | Personagem                      | Observação                    |
| ---- | --------------------------- | ------------------------------- | ----------------------------- |
| 2012 | Vicky Donor                 | Vicky Arora                     |                               |
| 2013 | Nautanki Saala!             | Ram "RP" Parmar                 |                               |
| 2014 | Bewakoofiyaan               | Mohit Chaddha                   |                               |
| 2015 | Hawaizaada                  | Shivkar Bapuji Talpade          |                               |
| 2015 | Dum Laga Ke Haisha          | Prem Tiwari                     |                               |
| 2017 | Meri Pyari Bindu            | Abhimanyu Roy                   |                               |
| 2017 | Bareilly Ki Barfi           | Chirag Dubey                    |                               |
| 2017 | Shubh Mangal Saavdhan       | Mudit Sharma                    |                               |
| 2017 | Tumhari Sulu                | Ele mesmo                       | Participação especial         |
| 2018 | Andhadhun                   | Akash Saraf                     |                               |
| 2018 | Badhaai Ho                  | Nakul Kaushik                   |                               |
| 2019 | Article 15                  | ACP Ayaan Ranjan                |                               |
| 2019 | Dream Girl                  | Karamveer "Karam" Singh (Pooja) |                               |
| 2019 | Bala                        | Balmukund "Bala" Shukla         |                               |
| 2020 | Shubh Mangal Zyada Saavdhan | Kartik Singh                    |                               |
| 2020 | Gulabo Sitabo               | Baankey                         | Lançado na Amazon Prime Video |
| 2021 | Chandigarh Kare Aashiqui †  | Aguardando Divulgação           | Pós-Produção                  |
| 2021 | Anek †                      | Joshua                          | Filmando                      |
| 2021 | Doctor G †                  | Aguardando Divulgação           |                               |